# Въоръжени сили на Грузия
Въоръжените сили на Грузия (на грузински: საქართველოს შეიარაღებული ძალები) включват:
- Сухопътни войски
- Военноморски сили
- Военновъздушни сили
- Брегова охрана

Гражданското ръководство на Въоръжените сили се осъществява от Министерството на отбраната на Република Грузия.
Данните за въоръжението, изброено по-долу в статията, са от преди Руско-грузинска война през 2008 година.

## Основни показатели
Въоръжените сили на Грузия наброяват около 32 650 войника. От тях 18 993 се числят към пехотата, 2091 към военновъздушните сили, 1350 към флота и 9196 обслужващ пресонал. Ядрото на грузинската армия е съставено от професионални войници. В Грузия за отбиване на военна служба се привикват всички мъже, навършили 18 години. Службата трае 24 месеца. Активният запас наброява 120 000 души.
От 1994 г. Грузия взима участие в съвместни учения с НАТО по програмата Партньорство за мир. От 2004 г. като подготовка за бъщето членство в евроатлантическите структури се пристъпва с бързи темпове към модернизация на въоръжените сили по натовски стандарти. През 2006 г. бюджетът, с който разполага грузинската армия, е 139 милиона лари ($ 78 милиона долара), за сравнение през 2003 г. той все още е бил 87 милиона лари ($ 24 милиона долара).
САЩ подпомагат грузинската армия от 1997 година чрез програмата Foreign Military Financing (FMF). Между 1997 и 2005 година Грузия е била подпомогната с над $ 79 390 000 долара. От 2002 до 2004 в рамките на програмата Georgia Train and Equip Program (GTEP) се провеждат няколко взаимнни учения (Immediate Response) с натовски войски и обучение на грузински войници от американски и германски инструктори за борбата срещу тероризма и подготовка за международни хуманитарни мисии.
През 2002 година Грузия, Турция и САЩ сключват споразумение за обучение на грузински войници. Според споразумението грузински пилоти имат прамото са водят учебни полети над Турция. С Израел Грузия сключва няколко договорености, между които модернизацията на грузинските Су-25 и закупуването на автомати Tavor TAR-21 израелско производство, както и безпилотни самолети Хермес 450. Допълнително армията е оборудвана с немските G36 и американските М4A1 автомати.
От април 2005 година чрез програмата Georgia Sustainment and Stability Operations Program (GSSOP) околко 14 000 войника са подготвени заедно с американски инструктори за мисии в Ирак и мултинационални миротворчески мисии. До август 2008 около 2500 грузински войника от 33 грузинска бригада са разположени под командването на САЩ в Ирак. Заедно с Германия са изпратени околко 200 войника в Косово, който са под командването на Бундесвера. Допълнително Грузия участва със свои войници и в международната коалиция в Афганистан.

## Структура

### Структура на Сухопътните войски
- Общ персонал: 26 739
- Офицери: 2215
- Първа пехотна бригада, Гори
- Втора пехотна бригада, Сенаки
- Трета пехотна бригада, Кутаиси
- Четвърта пехотна бригада, Вазиани
- Пета пехотна бригада, Хелвачаури
- Първа артилерийска бригада, Гори
- Военно-инженерна бригада, Гори
- Лек пехотен батальон, Атлия
- Танков батальон, Гори
- Противовъздушен батальон, Кутаиси
- Свързочен батальон, Сагурамо
- Технически разузнавателен батальон, Кобулети
- Жандармерийски батальон, Тбилиси
- Медицински батальон, Сагурамо

### Структура на ВВС
- Общ персонал: +1000
- Изтребителна и щурмова база, Вазиани
- Военновъздушна база към летището на Тбилиси
- Вертолетна база
- Вертолетно-транспортна база
- Радарна разузнавателна част
- Радиоразузнавателна част
- БЛА ескадрон
- Въздушно-тренировъчен център
- Парашутно-тренировъчен ескадрон
- Първа зенитно-отбранителна база
- Втора зенитно-отбранителна база

### Структура на ВМС
- Общ персонал: 531
- Първа военноморска база, Поти
- Втора военноморска база, Батуми

## Въоръжаване
През последните някоко години се наблюдава увеличаване на бюджета и закупуване на нова техника. Американският анализатор Уилиам Хартънг твърди, че администрацията на президента Буш въоръжава Грузия заради икономически интереси, свързани с петрола.
Също така Грузия снабдява армията си с множество разнообразни офанзивни оръжия.
Сред тях:
- 4 RM-70 (вариант на БМ-21) от Чехия през 2003 г.[6]
- 450 ПТУР Фагот и Конкурс от България, доставени на Грузия през 2006 г.[7]
- 758 ПТУР 9К114 Щурм от Казахстан през 2006 г.[8]
- 30 гаубици Д-30 от Чехия през 2006, 12 през 2001 г.[9]
- 12 щурмовика Су-25К от Чехия през 2003 г.[10]
- 12 тежки артилерийски установки 2С3 Акация от Украйна, 6 през 2004 и 6 през 2005 г.[11]
- 7 вертолета Ми-24 от Украйна през 2005, 1 от Узбекистан през 2004 г.[12]
- 1 зенитно-ракетен комплекс Оса-АКМ от Украйна през 2006 г.[13]
- 1 зенитно-ракетен комплекс Бук-М1 от Украйна през 2007 г.[14]
- зенитно-ракетни комплекси С-200, тайно закупени от Украйна през 2007 г., използвани са за свалянето на руски бомбардировач Ту-22М.[15]
- 30 модифицирани 72-мм ПЗРК Гром + 100 ракети за тях от Полша през 2007 г.[16]
- Десетки безпилотни самолети Хермес 450 на компанията Елбит, от Израел.

## Сухопътни войски

### Въоръжение
По време на Руско-грузинска война през 2008 година Русия пленява на грузинска територия и отвежда над 100 произведени главно в Украйна грузински бронирани машини, между които 65 танка, както и артилерия чешко производство и американски бронирани машини.
Танкове
- T-72 – най-малко 82 според публикувани данни на ББС[19], според други източници 160 (закупени в периода 2005 – 2007)[20]
- Т-55 – 110

БМП/БТР
- БМП-1 – 80
- БМП-2 – 58 (от тях 52 закупени от Украйна в периода 2004 – 2005)[21]
- БТР-80 – най-малко 33 (закупени в периода 2004 – 2005 от Украйна)[22]

- МТ-ЛБ – 64
- Отокар Кобра – 100

Теглена артилерия
- 2А36 Гиацинт-Б – 12
- 2А65 Мста-Б – 18
- Д-30 – 100

Самоходна артилерия
- 2С7 Пион – 1
- 2С19 Мста – 3
- 2С3 Акация – 13
- VZ 77 Dana – 24

Залпови ракетни системи
- RM-70 – 6
- БМ-21 – 16
- LAR-160 – 15

Миномети
- 2Б11 – 6
- M-38/43 -17
- M75 – 25

Автомати и карабини
- M4A3 (Colt RO977) – 4000[23]
- G36K – специални части
- АК-47
- АК-74
- АКС-74у
- Tavor TAR-21 – специални части

Картечници
- ПКМ
- НСВ
- Mk 19 Mod 3

Снайперови пушки
- СВД
- R-700
- Застава М93 – тежък 12,7 мм снакпер
- Barrett M82 – 20[24]

## Военноморски флот

### Брегова охрана
Основната База на грузинската Брегова охрана е град Поти. Тя разполагаше до август 2008 с няколко кораба, повечето закупени на втора ръка от западно-европейски държави. Сред тях бяха миненосецът „Тбилиси“ (бивше украинско У150 Конотоп и бивше съветско название Р-15), закупен от Украйна и патрулиращ кораб Аиети (пуснат през 1960 година като миненосец „Минден“/Minenjagdboot „Minden“, през 1998 година преустроен) закупен през 1998 година от Германия.
По време на Руско-грузинската война от 2008 година над седем акостирали кораба, сред които корабите Аиети и Диоскуриа са потопени от руски войскови части в ареала на пристанището в Поти. Допълнително е потопен един кораб от руския черноморски флот.

## Знамена
Знамената на различните въоръжени сили на Грузия от 2004 с:
- Знаме на Пехотата
- Знаме на Флота
- Знаме на ВВС
- Знаме на националната гаврдия
- Емблема на Главнокомандващ
- Емблема на военния министър